# Badminton Association Tournament 1900
Badminton Association Tournament 1900 var en badmintonturnering, der blev spillet i London Scottish Rifles' hovedkvarter i London, Storbritannien i 1899. Det var den anden udgave af All England-mesterskaberne, og der blev afviklet fem turneringer, idet mesterskabet siden året før var blevet udvidet med en herresingle- og en damesinglerække.
| Række        | Vinder                          | Finalist                          |
| ------------ | ------------------------------- | --------------------------------- |
| Herresingle  | Sydney Howard Smith             | D.W. Oakes                        |
| Damesingle   | Ethel Thomson                   | E. Moseley                        |
| Herredouble  | H.L. Mellersh F.S. Collier      | D.W. Oakes Stewart Marsden Massey |
| Damedouble   | Muriel Lucas Mary Violet Graeme | Ethel Thomson I. Theobald         |
| Mixed double | D.W. Oakes Daisey St. John      | H.L. Mellersh Muriel Lucas        |